# Guerra della Lega di Cambrai
La guerra della Lega di Cambrai, poi proseguita senza soluzione di continuità come guerra della Lega Santa dopo il rimescolamento delle alleanze tanto da farla descrivere complessivamente come terza guerra d'Italia, fu uno dei maggiori conflitti delle guerre d'Italia del XVI secolo incominciato con l'intento primario di arrestare l'espansione della Repubblica di Venezia nella penisola italiana. A tale scopo, le principali potenze europee avviarono delle trattative che si conclusero il 10 dicembre 1508 a Cambrai, nell'attuale nord-est della Francia, dove fu stipulato un accordo segreto che prese il nome della città e che prevedeva di invadere militarmente la Repubblica per obbligarla a cedere territori e ricchezze.
Fu una guerra di vasta portata, a cui presero parte, come deciso a Cambrai, i principali attori del panorama politico europeo dell'epoca, che si scontrarono tra il 1508 e il 1516 in un conflitto diviso in varie fasi. Il Regno di Francia, lo Stato Pontificio e ovviamente la Repubblica di Venezia furono i tre Stati coinvolti in ogni parte e a essi si affiancarono quasi tutte le maggiori potenze dell'Europa occidentale dell'epoca e diversi Stati minori: il Regno di Spagna, il Sacro Romano Impero, il Regno d'Inghilterra, il Regno di Scozia, il Regno di Ungheria, il Ducato di Milano, la Repubblica di Firenze, il Ducato di Ferrara, il Ducato di Urbino, il Marchesato di Mantova e i cantoni svizzeri.
Grazie alla sua abilità diplomatica e a un corposo sforzo finanziario, Venezia riuscì più volte a rovesciare le alleanze e concludere la guerra con i confini quasi inalterati, perdendo solamente i territori occupati in Romagna e i porti pugliesi. Nondimeno questo conflitto segnò la fine di ogni suo tentativo di espandersi ulteriormente sulla terraferma italiana.

## Preludio
Nel XV secolo la Repubblica di Venezia guidata dal Doge Leonardo Loredan era all'apice della sua potenza economica e militare: in possesso di diverse basi nel mar Mediterraneo, aveva incominciato un processo di espansione nella terraferma veneta e lombarda attraverso conquiste militari, acquisizioni e dedizioni spontanee. Ciò suscitò le preoccupazioni dei governanti dei diversi Stati della penisola, in particolare del papato, che aveva assistito impotente nel 1503 alla perdita di molte importanti città della Romagna, le quali avevano chiesto e ottenuto la "dedizione" alla Repubblica di Venezia.
Nel periodo immediatamente successivo alla prima guerra italiana, papa Alessandro VI aveva esteso, con l'aiuto francese, il controllo papale ben oltre l'Italia centrale conquistando così la Romagna. Cesare Borgia, in qualità di Gonfaloniere degli eserciti papali, aveva espulso i Bentivoglio da Bologna, che avevano governato come feudo, e si avviava verso la creazione di uno Stato permanente governato dai Borgia quando Alessandro morì il 18 agosto 1503.
Sebbene Cesare Borgia avesse a disposizione per sé stesso il rimanente tesoro papale, non riuscì a difendere Roma quando gli eserciti francesi e spagnoli conversero sulla città con l'intento di influenzare il conclave papale; l'elezione di papa Pio III, cui succedette quasi immediatamente Giulio II, privò il Borgia dei suoi titoli e lo declassò a comandante di una compagnia di fanteria. Percependo la forte debolezza del Borgia, i signori spodestati della Romagna offrirono di sottomettersi alla Repubblica di Venezia a condizione di riavere i loro antichi domini: il Senato veneziano accettò, anche per le pressioni del futuro Giulio II che, in odio ai Borgia, aveva convinto i veneziani a prendere possesso nel 1503 di molte città romagnole e marchigiane, tra cui Rimini e Faenza.
Giulio II, dopo essersi assicurato il pieno controllo sull'esercito papale arrestando e imprigionando Cesare Borgia, si mosse velocemente per ristabilire la sovranità pontificia sulla Romagna. Il pontefice non volle però arrivare a una drastica rottura con l'unica potenza italiana uscita indenne dalle recenti guerre e cercò una soluzione diplomatica, chiedendo a Venezia la restituzione delle città romagnole conquistate. La Repubblica di Venezia, nonostante fosse disposta a riconoscere la sovranità papale sulle città portuali lungo la costa romagnola e a concedere un tributo annuale a Giulio II, si rifiutò di abbandonare tali città. Il rifiuto della Repubblica spinse il pontefice a formare una coalizione antiveneziana insieme con la Francia (interessata a recuperare le terre milanesi occupate da Venezia) e con il Sacro Romano Impero (il cui obiettivo era conquistare le città di Verona, Vicenza, Padova, Treviso, nonché Trieste e il Friuli). La triplice alleanza fu siglata il 22 settembre 1504 a Blois in Francia, nell'ambito di un trattato nel quale ufficialmente si discuteva della situazione dei Paesi Bassi, ma segretamente si era decisa la fine dell'orgogliosa Repubblica e la spartizione dei suoi territori. Il trattato di Blois non condusse per il momento a un conflitto, sia perché Venezia accettò di trattare con il pontefice (cedendogli nel 1505 alcune città minori della Romagna), sia perché Giulio II riteneva di non possedere forze sufficienti per combattere la Repubblica; per i successivi due anni si occupò quindi di riconquistare Bologna e Perugia che, poste tra lo Stato Pontificio e il territorio veneziano, avevano nel frattempo assunto uno status di quasi indipendenza.
Nel 1507 Giulio II chiese nuovamente alla Repubblica di restituire le città che aveva occupato, ricevendo questa volta un secco diniego da parte del Senato veneziano.

## Il conflitto

### Antefatto: l'occupazione del Cadore (inverno 1508)

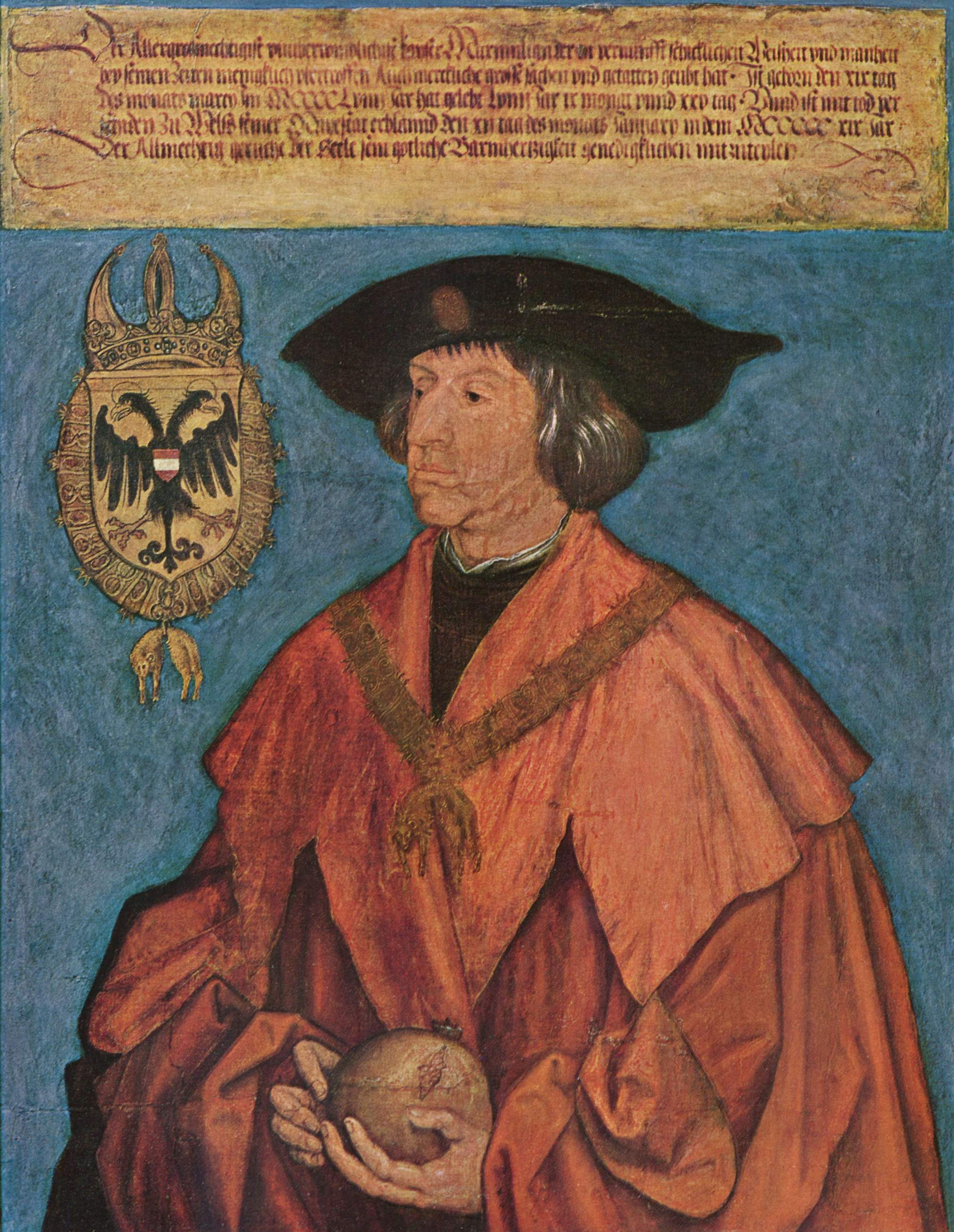
Ritratto dell'imperatore Massimiliano I d'Asburgo di Albrecht Dürer

Nel febbraio del 1508, Massimiliano d'Asburgo, usando come pretesto il viaggio a Roma per l'incoronazione imperiale, chiese di attraversare il territorio veneziano, mal celando così il suo vero scopo di strappare il Friuli all'influenza della Serenissima. Il Senato veneziano rispose favorevolmente al passaggio di Massimiliano, ma dichiarò anche che non avrebbe tollerato che un intero esercito attraversasse il suo territorio, rendendosi disponibile a scortare l'asburgico. L'imperatore, vedendo tramontare il suo piano originario, ordinò di invadere il Cadore (la provincia più settentrionale della Repubblica Veneta) con un esercito di 5 000 uomini. Una volta occupatolo senza fatica, vista la stagione fredda e nevosa, dovette far ripiegare in patria circa 3 000 soldati, lasciando comunque una guarnigione stanziata a Pieve di Cadore.
Venezia, senza attendere oltre, fece marciare sul posto un esercito di 2 000 uomini, di stanza nelle caserme di Bassano del Grappa e guidato da Bartolomeo d'Alviano, allo scopo di prendere alle spalle gli imperiali quando ormai ci si trovava in pieno inverno e con la neve alta. Con uno stratagemma i veneziani tesero un'imboscata all'esercito asburgico facendolo uscire dal castello di Pieve per sterminarlo poi nella battaglia di Rusecco del 2 marzo 1508. Un secondo assalto, portato avanti da una forza tirolese diverse settimane più tardi, si concluse con un fallimento ancora più ampio: Alviano non solo sconfisse l'esercito imperiale, ma conquistò anche Trieste, Pordenone e Fiume, costringendo Massimiliano a una tregua con Venezia. Mortificato dall'onta della grave sconfitta, Massimiliano andò in cerca di Luigi XII di Francia allo scopo di accordarsi per un'alleanza in chiave anti veneziana.

### La stipula dell'accordo segreto a Cambrai (10 dicembre 1508)

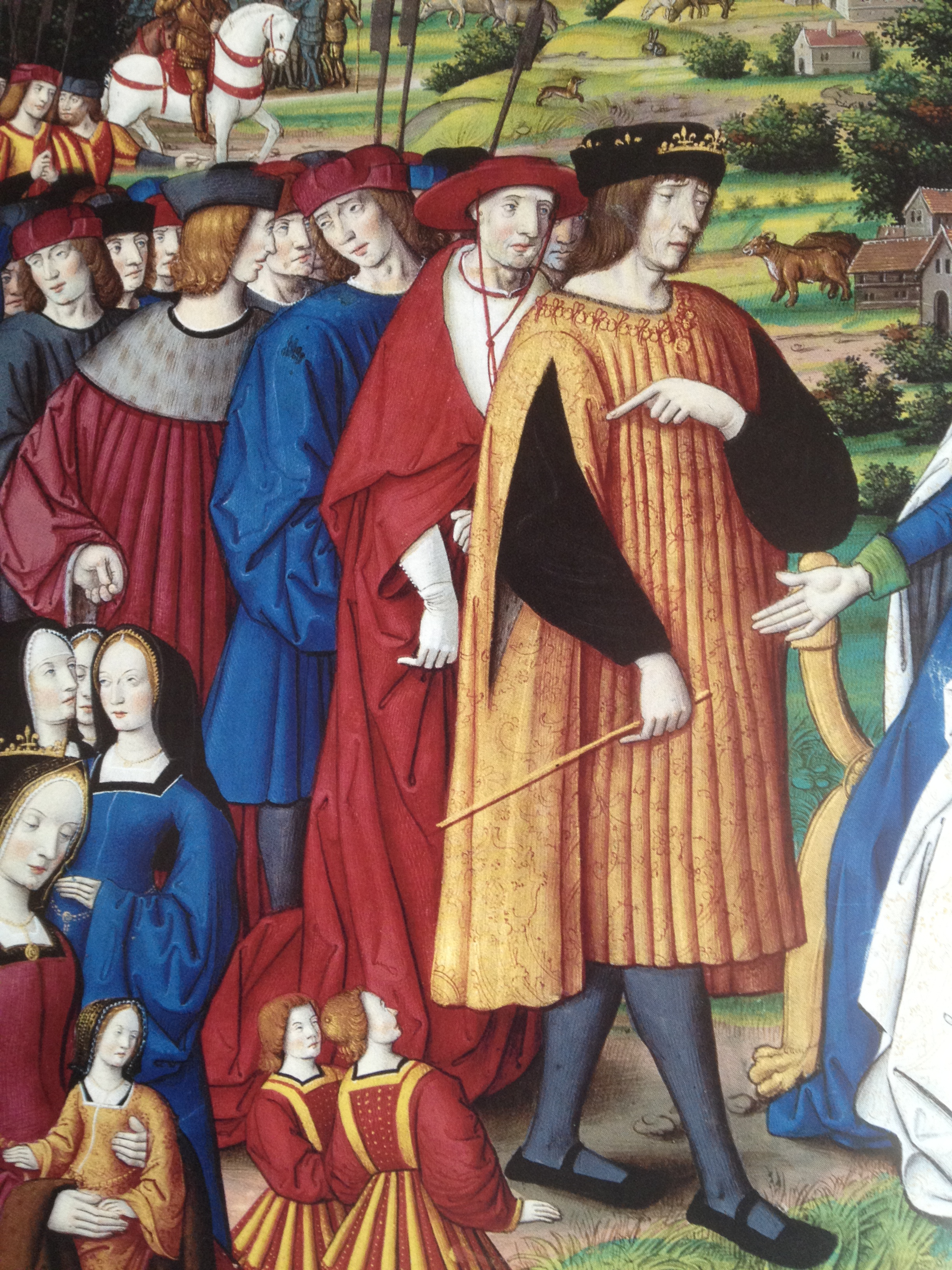
Il re Luigi XII di Francia con il legato apostolico Georges I d'Amboise. L'intervento di quest'ultimo fu molto importante per l'adesione del papa Giulio II alla lega di Cambrai

A metà marzo del 1508, la Repubblica di Venezia stessa fornì un pretesto per essere attaccata quando nominò il proprio candidato alla vacante diocesi di Vicenza (un atto in linea con la consuetudine prevalente, anche se Giulio II la considerò una provocazione personale). Una dopo l'altra, le maggiori potenze europee furono coinvolte nella stipula di un patto di alleanza anti-veneziano, riportando in attualità gli accordi che il papa aveva predisposto nel 1504 a Blois con i francesi e con l'Impero. In particolare, Luigi XII di Francia, divenuto padrone di Milano dopo la seconda guerra italiana, si mostrò interessato a un'ulteriore espansione francese in Italia. Dopo una lunga trattativa che si protrasse per tutto il resto dell'anno, il 10 dicembre 1508 si incontrarono a Cambrai i rappresentanti della Francia, del Sacro Romano Impero e di Ferdinando II d'Aragona. Nella cittadina francese venne quindi fondata la Lega di Cambrai, un accordo preliminare segreto per la formazione di una grande lega anti-veneziana, a cui furono invitati anche il papa Giulio II e Ladislao II, re di Ungheria.
Il papa non partecipò personalmente alla sottoscrizione, ma fu il legato apostolico in Francia e primo ministro di Luigi, Georges I d'Amboise, a garantire il suo assenso. Nonostante il d'Amboise fosse un forte avversario di Giulio II, il pontefice decise comunque di schierarsi con la lega poiché riteneva di poter riconquistare le città della Romagna che in quel momento risultavano controllate da Venezia. Concordando l'apposizione della clausola che voleva che l'esercito pontificio avrebbe attaccato solo dopo che i francesi avessero incominciato le operazioni militari in Lombardia, il papa entrò ufficialmente nella lega il 23 marzo del 1509.
Nonostante tutti questi presupposti che muovevano i vari partecipanti alla lega, ufficialmente l'alleanza stipulata a Cambrai doveva avere come scopo contrastare l'Impero ottomano e, infatti, nel testo del trattato si menzionava una mobilitazione delle truppe delle potenze firmatarie per affrontare i turchi «la cui cupidigia rappresentava un fattore di divisione degli Stati della cristianità»; tuttavia appariva chiaro che il vero obiettivo da colpire era la Serenissima. Precisamente, gli accordi segreti raggiunti in questa alleanza prevedevano la spartizione dei territori veneziani in questo modo:
- all'imperatore Massimiliano I tutto il Veneto, il Friuli, l'Istria più Gorizia, Trieste e Rovereto;
- a Luigi XII, re di Francia e da poco duca di Milano, i territori di Cremona, Crema, Brescia, Bergamo e la Gera d'Adda;
- al reggente di Castiglia e re d'Aragona, di Sicilia e di Napoli, Ferdinando II, le città di Trani, Brindisi, Otranto, Gallipoli e gli altri porti pugliesi occupati dai veneziani di recente;
- a Ladislao II, re d'Ungheria, la Dalmazia;
- a papa Giulio II le città occupate dai veneziani in Romagna: Ravenna, Cervia, Rimini, Faenza e Forlì;
- ad Alfonso I, duca di Ferrara, il Polesine, che era stato conquistato dai veneziani nel 1481;
- a Francesco II, marchese di Mantova, le città di Peschiera, Asola e Lonato,[27] lungo i confini veronesi e bresciani del marchesato;
- a Carlo II, duca di Savoia, l'isola di Cipro, occupata da Venezia nel 1489, ma della quale i Savoia erano i legittimi eredi.

### La prima fase: la Lega di Cambrai (1508-1509)

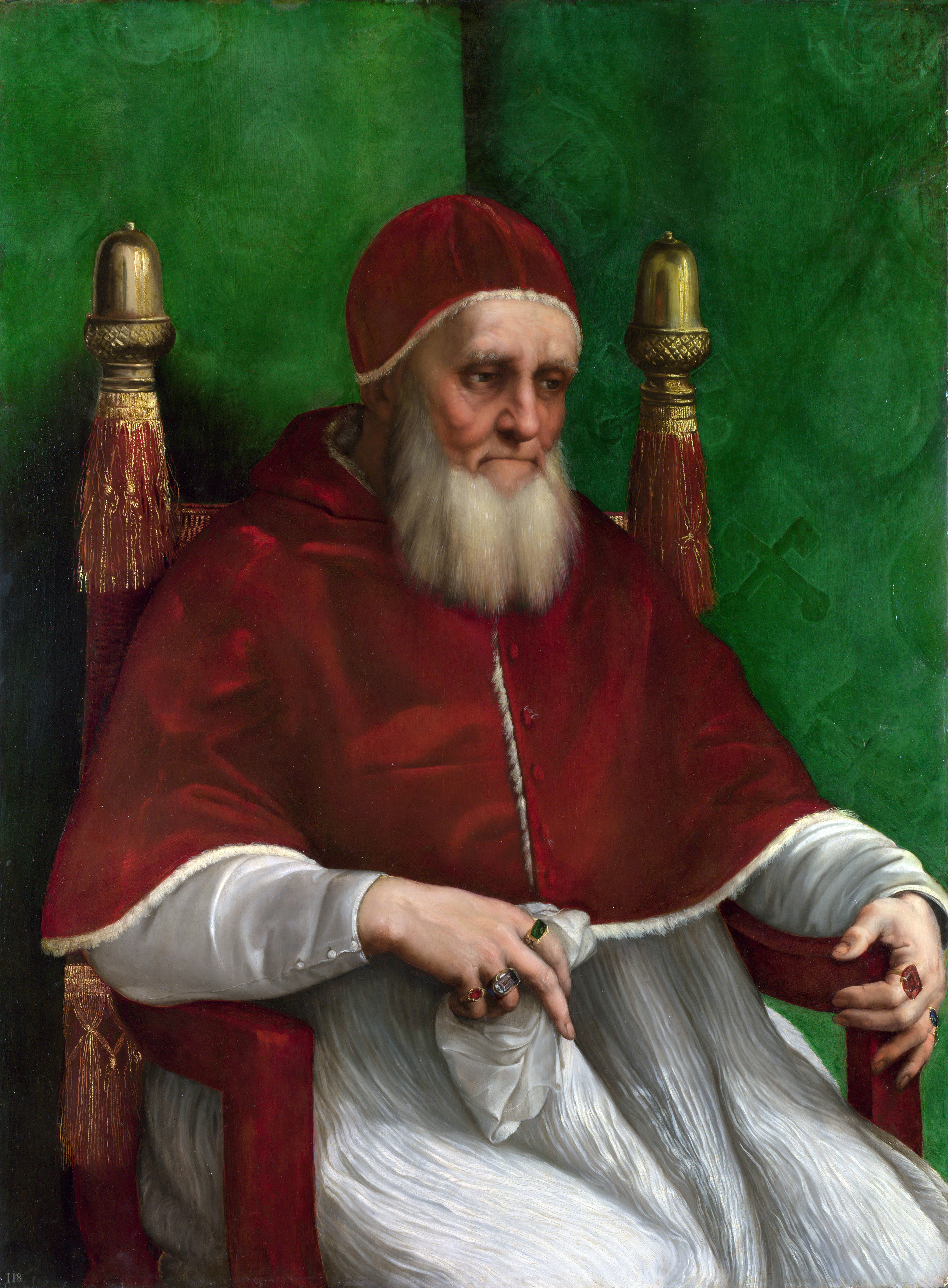
Papa Giulio II ritratto da Raffaello

Sebbene, di fronte al pericolo incombente, Venezia si offrisse il 4 aprile 1509 di restituire Faenza e Rimini allo Stato della Chiesa, il 23 marzo Giulio II aderì pubblicamente alla Lega di Cambrai, lanciando il 27 aprile la scomunica sulla Serenissima e nominando il duca di Ferrara Alfonso I d'Este gonfaloniere di Santa Romana Chiesa. Venezia rispose alla scomunica proibendone, con la minaccia di pesanti pene, la pubblicazione nei propri territori. Sentendosi circondati, i veneziani pensarono anche di allearsi con gli ottomani, ma alla fine gli si profilò l'idea di intraprendere una strategia dilatoria, in quanto certi che la lega si sarebbe sciolta perché debole dei contrasti interni che si sarebbero sviluppati.
Il 15 aprile 1509 Luigi XII lasciò Milano a capo di un esercito francese e si mosse rapidamente in territorio veneziano. Per opporsi, Venezia assunse un esercito mercenario di un numero compreso tra i 40000 e i 60000 soldati, posizionato al di fuori del Castello di Pontevico, che lasciò il 2 maggio sotto il comando dei cugini Orsini, i condottieri Niccolò di Pitigliano come comandante e Bartolomeo d'Alviano come comandante in seconda. La Serenissima non riuscì a risolvere il loro disaccordo sul modo migliore per fermare l'avanzata francese. Infatti, se il primo era conosciuto come uno stratega calcolatore, incline a quella politica dell'equilibrio che aveva caratterizzato a lungo l'azione degli Stati italiani e perciò ostile a un attacco frontale contro i francesi, il secondo proponeva una tattica più spregiudicata in linea con il suo temperamento irruente. Di conseguenza, quando Luigi XII attraversò il fiume Adda all'inizio di maggio con quasi quarantamila uomini, e il d'Alviano avanzò per andargli incontro, l'Orsini si allontanò verso sud, credendo fosse la soluzione migliore per evitare una battaglia campale. Il 14 maggio 1509 il d'Alviano, trovandosi in inferiorità numerica davanti ai francesi nella battaglia di Agnadello, inviò una richiesta di rinforzi a suo cugino, che rispose ordinandogli di interrompere il combattimento e continuare per la sua strada. Lo stesso d'Alviano, ignorando i nuovi ordini, proseguì nella battaglia finché il suo esercito fu circondato e distrutto. Niccolò Orsini riuscì a evitare l'esercito francese, ma le sue truppe mercenarie, avuta conoscenza della sconfitta del d'Alviano, la mattina successiva disertarono in gran numero, costringendolo a ritirarsi a Treviso e a Mestre con i resti dell'esercito veneziano, che ora contava solo circa 6 000 cavalieri e 7-8 000 fanti.
Di fronte alla sconfitta e all'impossibilità di fronteggiare la potenza avversaria, la Repubblica decise l'evacuazione dei suoi Domini di Terraferma per concentrarsi sulla difesa della laguna, sciogliendo le province dall'obbligo di fedeltà. Il 15 maggio Caravaggio aprì le porte ai francesi e il 16 maggio cadde anche la sua rocca. Il 17 maggio Bergamo inviò a Luigi le chiavi della città, mentre Brescia sbarrò le porte ai veneziani in ritirata, consegnandosi senza alcuna resistenza significativa il 24 maggio ai francesi, assieme a Cremona e Crema. Le principali città non occupate dai francesi, come Padova, Verona, Vicenza, Bassano, Belluno e Feltre, furono lasciate indifese dal ritiro di Pitigliano e si arresero rapidamente quando gli emissari imperiali di Massimiliano arrivarono nel Veneto. La disfatta fu di tale portata che gli abitanti della laguna arrivarono a temere addirittura la fine della stessa Serenissima. In preparazione del temuto assedio, i veneziani si procurarono delle pietre da macina per poter lavorare in città il grano necessario importato tramite le navi, nell'impossibilità di farlo pervenire dalla terraferma. Ogni contrada organizzò dei comitati di salute pubblica capeggiati da nobili e vennero censiti i forestieri per poterne espellere una parte, sia per motivi di ordine pubblico, sia per la necessità di ridurre il fabbisogno di vettovaglie. Giulio II, che nel frattempo aveva rilasciato l'interdetto contro Venezia, scomunicando ogni cittadino della Repubblica, invase la Romagna e prese Ravenna grazie all'aiuto di Alfonso I d'Este. Questi, dopo aver aderito alla Lega ed essere stato precedentemente nominato Gonfaloniere della Chiesa il 19 aprile, annesse ai suoi territori il Polesine. Nel sud della penisola, Ferdinando II d'Aragona riconquistò i porti della Puglia.
Il 31 maggio 1509 Venezia diede l'ordine di affondare la flotta del lago di Garda per impedire che cadesse in mano ai francesi. In breve le forze della lega occuparono tutta la Terraferma, giungendo fino ai margini della laguna, alle porte di Mestre, dove si era asserragliato Pitigliano. Il 10 giugno il tentativo di alcuni nobili di offrire agli imperiali la dedizione di Treviso fu impedito da una sollevazione popolare, che le valse l'invio di un contingente di supporto di 700 fanti e l'esenzione quindicennale della città dai tributi. Questo fu un fatto alquanto singolare in quel tempo, in cui era abbastanza normale che il controllo sulle varie popolazioni si succedesse tra un soggetto politico e l'altro senza che vi fossero opposizioni da parte dei cittadini.

Andrea Gritti in un ritratto di Tiziano Vecellio

Nelle città occupate, appena arrivati, i governatori imperiali si dimostrarono presto impopolari. A metà luglio i cittadini di Padova, aiutati da distaccamenti di cavalleria veneziana sotto il comando del provveditore Andrea Gritti, si ribellarono. Le misure di emergenza decretate dal Consiglio dei Dieci permisero l'invio dalla Zecca ai difensori di Padova del denaro sufficiente per finanziare l'esercito capitanato dal Gritti. Gli storici stimano una cifra che va dai 120 000 ai 200 000 ducati in contanti. I lanzichenecchi stanziati in città si dimostrarono numericamente insufficienti per opporre una resistenza efficace e il controllo veneziano fu ristabilito a Padova il 17 luglio 1509. Il successo della rivolta spinse Massimiliano all'azione: ai primi di agosto un enorme esercito imperiale, accompagnato da corpi di truppe francesi e spagnole, partì da Trento in direzione del Veneto. A causa della mancanza di cavalli, così come della disorganizzazione generale, le forze imperiali non raggiunsero Padova fino a settembre, dando il tempo alle truppe ancora disponibili di Pitigliano di concentrarsi all'interno della città. L'assedio di Padova ebbe inizio il 15 settembre 1509. Sebbene l'artiglieria francese e imperiale fosse riuscita a creare una breccia nelle mura padovane, i difensori, forti di ben 20 000 combattenti, riuscirono a tenere la città fintanto che Massimiliano, sempre più impaziente e con l'esercito che soffriva di malattie, malnutrizione e scoramento, fu costretto a levare l'assedio il 30 settembre, ritirandosi nel Tirolo con la parte principale del suo esercito.
A metà novembre Pitigliano riprese l'offensiva; le truppe veneziane sconfissero facilmente le rimanenti forze imperiali, riprendendo il controllo di Vicenza, Este, Feltre e Belluno. Anche se un successivo attacco a Verona fallì, durante l'azione Pitigliano distrusse un esercito pontificio comandato da Francesco II Gonzaga. La battaglia di Polesella, un attacco via fiume su Ferrara da parte della flotta di galee veneziane comandate da Angelo Trevisan, non ebbe invece successo, perché le navi veneziane ancorate nel fiume Po ferrarese furono affondate dall'artiglieria. Una nuova avanzata francese costrinse però Pitigliano a ritirarsi a Padova ancora una volta.
Di fronte a una carenza di uomini in entrambi i fronti, il Senato veneziano decise di inviare, il 20 giugno, un'ambasciata al papa al fine di negoziare un accordo e per esporre il pericolo che la presenza delle armate straniere rappresentava per l'intera Italia. I termini proposti dal papa furono duri: la Repubblica perdeva il tradizionale diritto del Senato di nomina dei vescovi e di prelevare decime o altre imposte sui beni ecclesiastici nei propri territori; il divieto di giudicare i membri del clero da parte dei tribunali veneziani; il disconoscimento formale del dominio veneziano sul Golfo e la libertà di traffico e di navigazione ai sudditi papalini; la restituzione di tutte le città che erano state soggette in precedenza allo Stato della Chiesa e il pagamento di un indennizzo. Il Senato provò per oltre due mesi a trattare, ma alla fine, il 24 febbraio 1510, dovette accettare le richieste papali. Con rito solenne, nell'atrio della Basilica di San Pietro, Giulio II, "circondato da dodici cardinali, ascoltò dagli oratori [ambasciatori] di Venezia una dichiarazione di pentimento e di sottomissione". In realtà, il Consiglio dei Dieci veneziano aveva già deliberato che i termini di questa alleanza, accettati per pura necessità, non erano validi e che sarebbero stati rigettati alla prima occasione opportuna.
Questa apparente riconciliazione tra Venezia e il papa non trattenne i francesi da una nuova invasione del Veneto in marzo. A gennaio, la morte di Pitigliano fece sì che Andrea Gritti rimanesse da solo al comando delle forze veneziane; anche se Massimiliano non riuscì ad aiutare Luigi di Francia, l'esercito francese fu tuttavia sufficiente per espellere i veneziani da Vicenza entro maggio. Gritti presidiò Padova in previsione di un possibile attacco combinato dell'esercito franco-imperiale, ma Luigi, preoccupato per la morte del suo consigliere, il cardinale Georges I d'Amboise, abbandonò i suoi piani di assedio.
Frattanto, l'11 settembre Venezia era giunta persino a ordinare al bailo di Costantinopoli e al console di Alessandria d'Egitto di far pressione rispettivamente sulla Sublime porta e sul Sultano mamelucco, storici nemici ma anche alleati commerciali della Repubblica, affinché le accordassero consistenti prestiti e danneggiassero i commerci degli altri Stati europei, così che questi non avessero poi l'occasione, una volta sconfitta la Serenissima, di rivolgersi contro le potenze musulmane.
La situazione sul campo volgeva frattanto sempre più in favore di Venezia. Il 26 novembre Vicenza aprì le porte al Gritti e dopo tre giorni la guarnigione della lega cedette la cittadella. Vennero quindi riconquistate Bassano, Feltre, Belluno, Cividale, Castel Nuovo, Monselice, Montagnana e il Polesine.

### La seconda fase: l'alleanza tra Venezia e il Papa (1510)
L'affermazione del potere francese su tutta l'Italia settentrionale, non più controbilanciato da Venezia, destò non poche preoccupazioni ai vari principi che ben si guardarono dall'eliminare completamente la Serenissima dal panorama politico dell'epoca. I crescenti contrasti tra il papa e il sovrano francese portarono il 24 febbraio 1510 allo scioglimento della Lega di Cambrai. Giulio II, alienato dai continui attriti con Alfonso d'Este per via di una licenza per il monopolio del sale negli Stati pontifici e dalle sue continue incursioni in terre veneziane per mantenere le recenti conquiste del Polesine, formulò l'intenzione di conquistare il Ducato di Ferrara, un alleato francese, e di aggiungerlo allo Stato della Chiesa. Ritenendo le proprie forze inadeguate per tale l'impresa, il papa assunse un esercito di mercenari svizzeri, ordinando loro di attaccare la Francia a Milano. Inoltre, ritirata la scomunica a Venezia e ottenuta da questa la Romagna, propose ai veneziani di allearsi con lui contro Luigi nel tentativo di recuperare l'autonomia italiana messa in discussione dall'occupazione dei transalpini. La Repubblica, di fronte alle minacce di rinnovati attacchi francesi, prontamente accettò l'offerta.

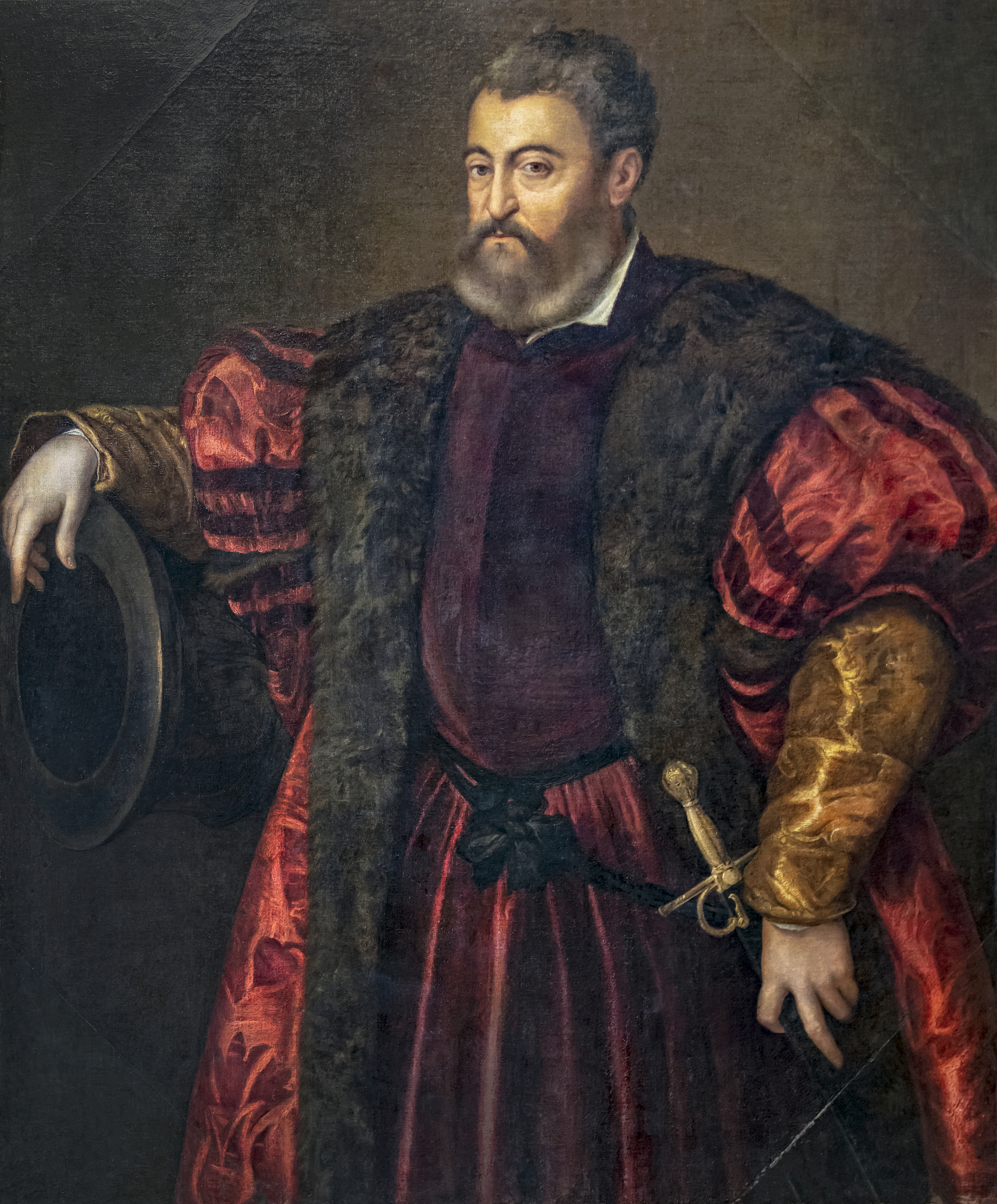
Ritratto del duca di Ferrara Alfonso I d'Este

Morto Pitigliano, stavolta il comando delle forze veneziane passò a Bartolomeo d'Alviano, mentre i francesi prendevano Vicenza, Marostica, Cittadella, Bassano e infine Legnago. Il 9 agosto il papa scomunicò Alfonso d'Este, giustificando così l'attacco contro il Ducato stesso, assalendo invano Genova e la Riviera Ligure e chiamando in Lombardia gli svizzeri, che però rientrarono presto nelle loro terre perché pagati dal re francese con un lauto compenso. Il pontefice conquistò però Modena, Reggio Emilia, Parma e Piacenza, mentre Lucio Malvezzi, capitano dell'esercito della Serenissima, riprendeva Marostica e Bassano, entrando a Vicenza e giungendo sin sotto Verona. Si dovette, tuttavia, aspettare fino al 1516 e 1517 per riprendere quest'ultima, insieme con Brescia. Cremona, Cervia, Ravenna e Rovereto, invece, non tornarono mai più a far parte dello stado da terra veneziano.
Grazie all'uscita di scena delle truppe svizzere, l'esercito francese fu libero di marciare a sud, nel cuore d'Italia. Ai primi di ottobre Carlo II d'Amboise si mosse su Bologna, dividendo le forze papali, e il 18 ottobre si trovò a pochi chilometri dalla città. Giulio ora si rese conto che i bolognesi erano apertamente ostili al papato e non avrebbero offerto alcuna resistenza ai francesi. Lasciato solo con un distaccamento di cavalleria veneziana, fece ricorso alla scomunica di d'Amboise, che nel frattempo fu convinto dall'ambasciatore inglese a evitare di attaccare la persona del papa e così si ritirò a Ferrara.

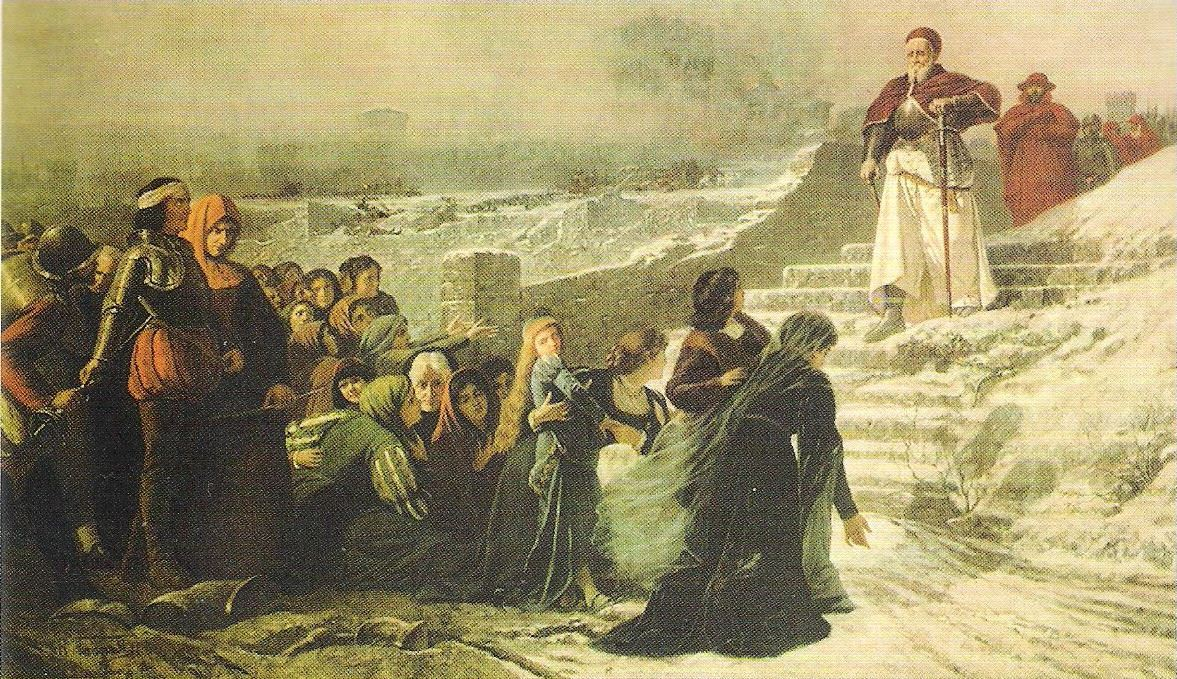
La resa di Mirandola a papa Giulio II dopo il lungo assedio del 1510 (olio su tela di Raffaello Tancredi, 1890)

La Francia rispose alla scomunica di d'Amboise convocando a settembre un concilio a Tours per affermare l'illegittimità della partecipazione del papa a una guerra per motivi temporali. Venne programmata anche la convocazione di un futuro concilio ecumenico per discutere della questione, ma il 20 settembre la corte pontificia, indifferente al problema, giunse a Bologna per portare guerra al duca di Ferrara. Il 12 luglio i rinforzi francesi furono costretti alla ritirata, consentendo al Papa di prendere Sassuolo, Concordia e, nei primi giorni dell'anno successivo, anche Mirandola, dopo un lungo assedio a cui partecipò lo stesso Giulio II nonostante l'età avanzata.
D'Amboise, in marcia per soccorrere quest'ultima città, si ammalò e morì, lasciando brevemente i francesi nel caos. Mirandola cadde nel gennaio 1511, dopo che il papa aveva preso personalmente il comando della forza di assedio. D'Amboise fu sostituito da Gian Giacomo Trivulzio, che riconquistò nuovamente Concordia e Castelfranco Emilia, mentre l'esercito pontificio si ritirò a Casalecchio. Alfonso d'Este, nel frattempo, si scontrò con le forze veneziane lungo il fiume Po e, distruggendole, lasciò ancora una volta Bologna isolata. Giulio, per paura di rimanere intrappolato dai francesi, partì per Ravenna. Il cardinale Francesco Alidosi, lasciato al comando della difesa della città, non fu gradito dai bolognesi come non lo fu lo stesso Giulio e quando, il 23 maggio 1511, un esercito francese comandato da Trivulzio arrivò alle porte della città, essa si arrese in fretta. Giulio incolpò di questa sconfitta Francesco Maria I Della Rovere, duca di Urbino, il quale, trovando ciò abbastanza ingiusto, fece assassinare Alidosi mentre si recava dal Papa.

### La terza fase: la Lega Santa (1511-1512)
Nel marzo 1511 i francesi presero Concordia e Castelfranco, mentre il 21 maggio fu la volta di Bologna, la seconda città più popolosa dello Stato Pontificio. Luigi XII cercò di approfittare del momento favorevole per sollevare i cardinali filo-francesi con il pretesto di ribadire l'autonomia della chiesa gallicana. Il re francese convocò per il 1º settembre 1511 presso Pisa un concilio (passato alla storia come "conciliabolo") di nove cardinali dissidenti nel tentativo di deporre Giulio II. Il pontefice, però, convocò il 18 luglio un concilio in Laterano (il Concilio Lateranense V), minacciando i cardinali ribelli della perdita della porpora in caso di mancata sottomissione di lì a due mesi: il 13 novembre una sollevazione di pisani mise in fuga i dissidenti. Tra i successi diplomatici che Giulio II conseguì in quei tempi vi è da annoverare un accordo, mediato dal cardinale Matteo Schiner, con la confederazione elvetica che metteva al servizio del papa un contingente di fanteria da impiegarsi come milizia personale: era così nata la Guardia svizzera pontificia.
Nel giugno 1511, tuttavia, la maggior parte della Romagna era nelle mani dei francesi: l'esercito pontificio, disorganizzato e sottopagato, non era in condizione di impedire a Trivulzio di avanzare su Ravenna. In risposta a questa impasse, Giulio proclamò una Lega Santa contro la Francia. La nuova alleanza crebbe rapidamente fino a includere non solo la Spagna e il Sacro Romano Impero, ma anche Enrico VIII d'Inghilterra che, avendo deciso di cogliere l'occasione come una scusa per espandere la sua influenza nel nord della Francia, concluse il 17 novembre il trattato di Westminster con Ferdinando, un impegno di mutuo soccorso contro i francesi.

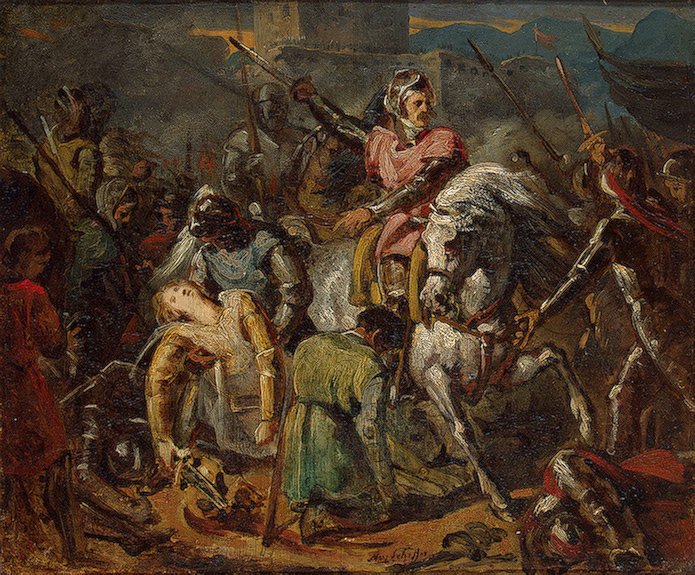
La morte di Gaston de Foix-Nemours nella battaglia di Ravenna, fu il preludio di un lungo periodo di sconfitte per la Francia

Nell'ottobre del 1511 le truppe Franco-imperiali assediano Treviso la cui città era stata ben fortificata dagli architetti militari veneziani. Non riuscendo nell'impresa mollano l'assedio.
Nel mese di febbraio 1512, Luigi di Francia nominò suo nipote, Gaston de Foix-Nemours, al comando delle forze francesi in Italia. Foix dimostrò di essere più energico di quanto non lo fosse stato d'Amboise: dopo aver controllato l'avanzata delle truppe spagnole di Ramon de Cardona su Bologna, fece ritorno in Lombardia per saccheggiare Brescia, che si era ribellata contro le truppe francesi, ma non prima di aver sconfitto pesantemente le truppe veneziane a Valeggio. Consapevole che gran parte dell'esercito francese sarebbe stato destinato a evitare l'imminente invasione inglese, Foix e Alfonso d'Este assediarono Ravenna, l'ultima roccaforte papale in Romagna, nella speranza di costringere la Lega Santa in un combattimento decisivo per poi poter puntare direttamente verso Roma e da lì a Napoli. Cardona marciò verso la città ai primi di aprile, ma fu decisamente sconfitto nella conseguente battaglia di Ravenna, combattuta la Domenica di Pasqua (si narra che il duca di Ferrara, alleato dei francesi, bombardasse entrambi gli schieramenti dicendo «non importa, sono tutti stranieri e perciò nemici degli Italiani»). La morte di Foix avvenuta durante la battaglia, tuttavia, lasciò i francesi sotto il comando di Jacques de La Palice che, restio a continuare la campagna senza ordini diretti da parte del Re Luigi, si accontentò di saccheggiare accuratamente Ravenna, per poi ripiegare. L'imperatore Massimiliano I, intanto, ordinò la smobilitazione delle sue truppe.
A Ravenna si consumò lo scontro probabilmente più cruento di tutte le guerre d'Italia del XVI secolo, e fu la prima battaglia in cui il ruolo predominate fu svolto dall'artiglieria. Alla conclusione delle operazioni, gli sconfitti contarono la perdita di oltre la metà delle proprie forze ma anche i vincitori dovettero registrare ingenti perdite. Tutto ciò fece sì che la vittoria sul campo si trasformasse nell'inizio della sconfitta per l'esercito francese.
Il 3 maggio il Concilio Lateranense V annullò le decisioni di quello di Pisa e minacciò la scomunica al re di Francia, se si fosse ostinato a non restituire le terre della Chiesa e a detenere in prigionia il cardinale Giovanni de' Medici, catturato a Ravenna. Il 5 giugno Venezia riprese Cremona, ricevendo nuovamente la dedizione di Bergamo. Frattanto, Giulio II riprendeva Rimini, Ravenna, Cesena e l'intera Romagna, mentre il francese de La Palice si rinchiudeva a Pavia. Anche Bologna, Reggio e Modena ritornarono in mani pontificie, mentre Parma e Piacenza vennero sottomesse in quanto antichi territori dell'Esarcato bizantino.
Durante il maggio dello stesso anno, la posizione francese andò notevolmente a deteriorarsi. Giulio assunse un altro esercito di mercenari svizzeri che valicò di nuovo le Alpi, attraverso la Valtellina, e invase la Lombardia avvicinandosi ben presto a Milano, costringendo i francesi a mettersi in difesa della città. Nel contempo Genova si ribellò il 29 giugno, acclamando doge Giano Fregoso. Una dieta a Mantova pose sul trono del Ducato di Milano Massimiliano Sforza, primogenito di Ludovico il Moro, facendo entrare anche Milano nella Lega. Le guarnigioni francesi abbandonarono la Romagna (dove il duca di Urbino rapidamente prese Bologna e Parma) e si ritirarono in Lombardia, nel tentativo di impedire l'invasione. Ad agosto, gli svizzeri si unirono all'esercito veneziano, costringendo Trivulzio, convinto di non disporre di forze sufficienti per contrastare tale minaccia, ad abbandonare Milano, permettendo allo Sforza di essere nominato Duca grazie al loro sostegno. In seguito, La Palice fu costretto a ritirarsi attraverso le Alpi con Giulio II che pronunciò la famosa frase: «Fuori i barbari!».
Alla fine di agosto, i membri della Lega si incontrarono a Mantova per discutere la situazione in Italia (in particolare la spartizione del territorio conquistato ai francesi). Un accordo venne raggiunto rapidamente per quanto riguardava Firenze, che aveva irritato Giulio perché aveva permesso a Luigi di convocare il concilio di Pisa nel suo territorio. Su richiesta del Papa, Ramon de Cardona marciò in Toscana, sconfiggendo la resistenza fiorentina grazie a una forza di circa 6 000 tercios e con solo due cannoni, rovesciando la Repubblica (guidata dal gonfaloniere Pier Soderini e che vedeva tra i suoi più alti funzionari Niccolò Machiavelli) e insediando come governante della città Giuliano de' Medici, futuro duca di Nemours, che si dimostrò un fedele alleato del Papa. Il 18 settembre Brescia si arrese al viceré di Napoli e ai veneziani. Legnago si arrese agli imperiali, Crema ai veneziani e Novara allo Sforza, che il 29 settembre ricevette dagli svizzeri le chiavi di Milano, con l'impegno alla difesa della città. Alla fine dell'anno una dieta a Roma cercò di ricomporre i dissidi tra Venezia e l'Imperatore, che si rifiutava di restituire Legnago, Padova, Verona, Treviso e Crema senza compenso.
Sui temi territoriali, tuttavia, sorsero rapidamente disaccordi essenziali. Giulio e i veneziani insistettero sul fatto che a Massimiliano Sforza dovesse essere consentito di mantenere il Ducato di Milano, mentre l'imperatore Massimiliano e Ferdinando cospirarono per insediare al suo posto uno dei loro nipoti. Il Papa chiese l'immediata annessione di Ferrara allo Stato Pontificio; Ferdinando contestò questa disposizione, desiderando l'esistenza di una Ferrara indipendente al fine di contrastare il potere papale sempre più in crescita. Più problematico, invece, fu l'atteggiamento di Massimiliano verso Venezia: l'Imperatore rifiutò di cedere qualsiasi territorio imperiale, in particolare quelli del Veneto, alla Repubblica. A tal fine, firmò un accordo con il Papa per escludere Venezia interamente dalla spartizione territoriale finale. Quando la Repubblica obiettò, Giulio minacciò di ricostituire la Lega di Cambrai contro di essa. In risposta, Venezia si rivolse a Luigi: il 23 marzo 1513 venne siglato a Blois un trattato tra i veneziani e i francesi in cui si impegnavano a dividersi tutta l'Italia settentrionale. A suggellare l'accordo, la Francia acconsentì alla liberazione del condottiero Bartolomeo d'Alviano, suo prigioniero dalla battaglia di Agnadello.

### La quarta fase: l'alleanza tra Venezia e la Francia (1513-1516)

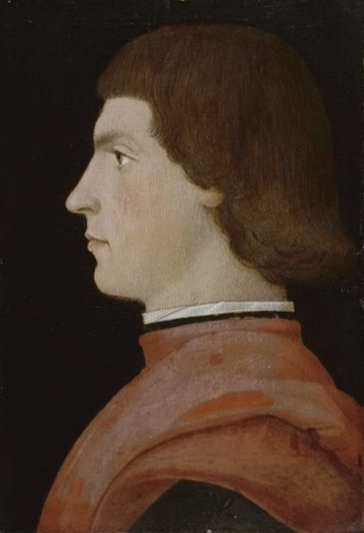
Ritratto di Louis de la Trémoille di Domenico Ghirlandaio o della sua bottega

Alla fine di maggio del 1513, un esercito francese comandato da Louis de la Trémoille attraversò le Alpi e avanzò verso Milano. Allo stesso tempo, Bartolomeo d'Alviano con l'esercito veneziano marciò a ovest da Padova. L'impopolarità di Massimiliano Sforza, che era considerato dai milanesi un burattino dei suoi mercenari svizzeri, permise ai francesi di muoversi attraverso la Lombardia incontrando poca resistenza; Trémoille, conquistata Milano, assediò Novara che si trovava sotto il controllo svizzero. Il 6 giugno gli svizzeri sconfissero l'armata francese nella battaglia di Novara, costringendo il Trémoille ad abbandonare Milano. Distaccamenti svizzeri giunsero fino ad assediare Digione prima di essere respinti.
La disfatta di Novara incominciò un periodo di continue sconfitte per l'alleanza francese. Le truppe inglesi di Enrico VIII d'Inghilterra nel nord della Francia assediarono Thérouanne, La Palice fu sconfitto nella battaglia di Guinegatte e Tournai fu conquistata. In Navarra, la resistenza all'invasione di Fernando crollò ed egli rapidamente consolidò il suo potere su tutta la regione e si trasferì a sostenere un'altra offensiva inglese in Guienna. Giacomo IV di Scozia invase l'Inghilterra per volere di Luigi, ma fallì nel tentativo di distrarre l'attenzione di Enrico VIII dalla campagna francese e venne disastrosamente sconfitto nella battaglia di Flodden Field, il 9 settembre, che lo costrinse ad abbandonare il conflitto. Temendo la compromissione dei confini orientali francesi e di perdere la Borgogna, Luigi XII si vide costretto ad accettare un trattato, firmato a Digione, in cui rinunciava alla Lombardia in cambio della pace, facendo così tramontare le sue mire di dominio sull'Italia. Inoltre, il re francese dovette prendere atto del fallimento del conciliabolo, sconfessandolo e proferendo la sua sottomissione alla Chiesa romana.
Nel frattempo, Bartolomeo d'Alviano, inaspettatamente lasciato senza sostegno francese, si ritirò nel Veneto, inseguito da vicino dall'esercito spagnolo condotto da Cardona. Mentre gli spagnoli non furono in grado di espugnare Padova grazie alla decisa resistenza veneziana, essi penetrarono in profondità nel territorio veneziano e verso fine settembre furono in vista di Venezia. Cardona provò a bombardare la città lagunare, operazione che tuttavia si rivelò in gran parte inefficace. Inoltre, egli non possedeva imbarcazioni in grado di attraversare la laguna, e quindi fece ritorno in Lombardia. L'esercito di Alviano, avendo avuto rinforzi da parte di centinaia di volontari della nobiltà veneziana, inseguì Cardona e lo affrontò fuori Vicenza il 7 ottobre. Nella successiva battaglia de La Motta, l'esercito veneziano subì una netta sconfitta.
Tuttavia, la Lega Santa non riuscì ad approfittare di queste vittorie. Cardona e Alviano continuarono a combattersi in Friuli per il resto del 1513 e per il 1514. Un ruolo significativo fu svolto dal conte Girolamo della famiglia filoveneziana udinese dei Savorgnan, il quale riuscì ad impedire l'invasione del Veneto da parte del generale imperiale Cristoforo Frangipane, che aveva già assoggettato Udine, Cividale e Tolmezzo. Asserragliatosi nella fortezza di Osoppo, riuscì a resistere all'assedio fino all'arrivo di Bartolomeo d'Alviano. Quest'ultimo sconfisse e fece prigioniero il Frangipane a Prata di Pordenone nel 1514, consentendo a Venezia di assicurarsi la definitiva riconquista del Friuli. Enrico VIII, non essendo riuscito a guadagnare un territorio significativo, concluse una pace separata con la Francia. Infine, nella notte tra il 20 e il 21 febbraio 1513, Giulio II si spense lasciando la lega senza una guida. Gli succedette l'11 marzo il cardinale Giovanni de' Medici di soli 37 anni, divenuto Papa Leone X, il quale cercò immediatamente di svincolarsi dalla guerra.

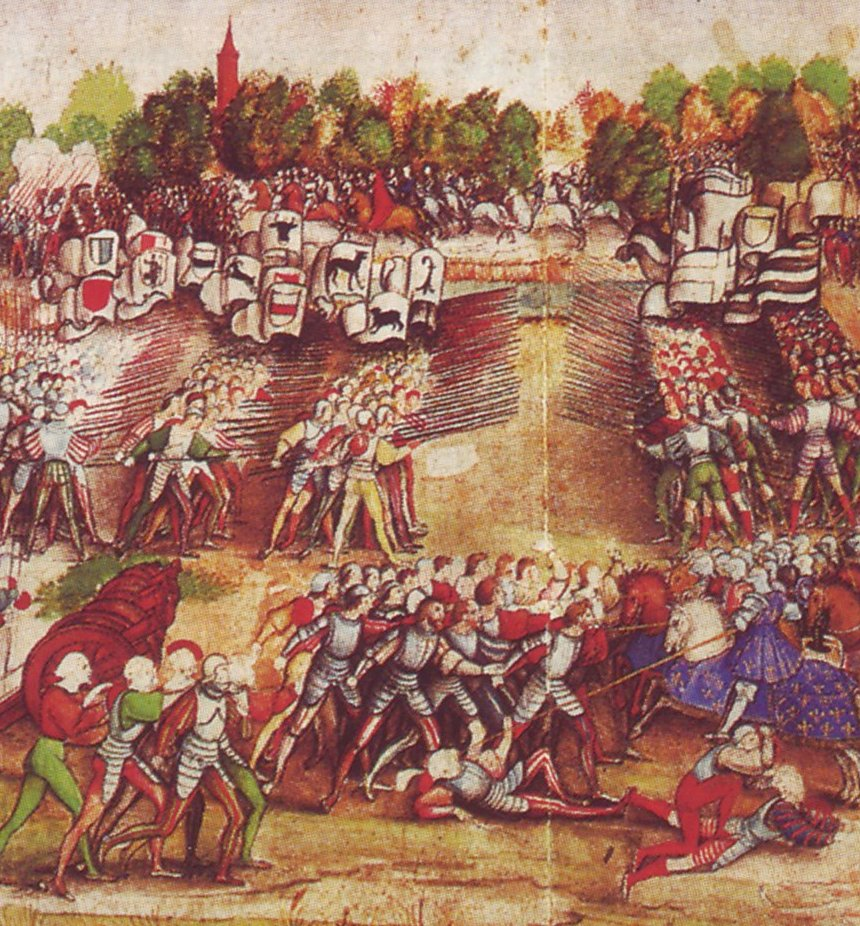
Raffigurazione della battaglia di Marignano

La morte di Luigi XII, avvenuta il 1º gennaio 1515, portò Francesco I, nipote acquisito di Giulio II, al trono; rivendicato il titolo di Duca di Milano, mosse immediatamente in Italia per reclamare i propri diritti contando sul forzato assenso di papa Leone. A luglio, Francesco assemblò un consistente esercito nel Delfinato che contava ben 11 000 combattenti destinati alla cavalleria pesante a cui si affiancava una fanteria forte di 30 000 armati. A questi si aggiunsero altre truppe mercenarie costituite da 10 000 fanti guasconi e circa 23 000 lanzichenecchi. Nello stesso momento, un esercito combinato svizzero e pontificio si spostò a nord di Milano bloccando i passi alpini, tuttavia Francesco, seguendo il consiglio di Gian Giacomo Trivulzio, evitò i valichi principali e marciò attraverso la valle della Stura. L'avanguardia francese sorprese la cavalleria milanese a Villafranca Piemonte, catturando il condottiero Prospero Colonna. Nel frattempo, Francesco e il corpo principale delle truppe francesi si scontrarono, il 13 settembre, con gli svizzeri nella battaglia di Marignano. L'avanzata svizzera inizialmente fece diversi progressi, tuttavia, la superiorità della cavalleria e dell'artiglieria di Francesco I, insieme con l'arrivo tempestivo di Alviano (che aveva evitato con successo l'esercito di Cardona a Verona) la mattina del 14 settembre portò a una vittoria strategicamente decisiva per i francesi e i veneziani, permettendo al re di Francia di riprendersi tutto il ducato di Milano; il piano di Giulio di utilizzare la Lombardia come "zona cuscinetto" per le mire espansionistiche dei transalpini tramontò.

## Epilogo
Dopo la sconfitta di Marignano, la lega non possedette più la capacità o la volontà di continuare la guerra. Francesco avanzò verso Milano, conquistando la città il 4 ottobre e rimuovendo gli Sforza dal trono. Nel mese di dicembre incontrò Papa Leone X a Bologna: il Papa, che nel frattempo era stato abbandonato dal resto dei suoi mercenari svizzeri, riconsegnò Parma e Piacenza a Francesco I e Modena e Reggio al Duca di Ferrara, Modena e Reggio. In cambio, Leone ricevette garanzie di una non interferenza francese verso il suo attacco contro il Ducato di Urbino. Infine, il trattato di Noyon, firmato da Francesco e Carlo I di Spagna nel mese di agosto 1516, riconobbe le pretese francesi su Milano e quelle spagnole su Napoli, estromettendo lo stato iberico dalla guerra.
Massimiliano resistette e fece un ulteriore tentativo di invadere la Lombardia. Il suo esercito riuscì a raggiungere Milano prima di tornare indietro e, a dicembre 1516, entrò in trattative con Francesco. I trattati di Noyon del 13 agosto 1516 e di Bruxelles posero fine alla guerra, non solo comportando l'accettazione dell'occupazione francese di Milano, ma confermando anche le richieste veneziane per il resto dei possedimenti imperiali in Lombardia (con l'eccezione di Cremona), facendo sostanzialmente tornare la mappa dell'Italia allo status quo precedente il conflitto. Con il trattato di Friburgo del 29 novembre 1516, la cosiddetta "Pace perpetua", Francia e Confederazione Elvetica firmarono un trattato di pace e sostanziale neutralità reciproca che sarebbe durato per 300 anni. La pace in Italia, però, sarebbe durata solo quattro anni: l'elezione di Carlo I di Spagna come Imperatore del Sacro Romano Impero nel 1519 (con il nome di Carlo V) portò Francesco, che desiderava l'incoronazione per sé stesso, a dare il via alla guerra d'Italia del 1521-1526. Così si riaccesero le guerre d'Italia del XVI secolo che sarebbero continuate fino al 1530 senza interruzioni significative.